# Paco Manzanedo
Francisco Manzanedo, també conegut com Paco Manzanedo   (Madrid, 18 de maig de 1978) és un actor espanyol, conegut per protagonitzar REC 4.

## Biografia
Actor madrileny que va debutar en la professió amb la sèrie de televisió Policías, en el corazón de la calle.
El 1997 també participaria a Médico de familia i, més tard, a Sin tetas no hay paraíso, Cazadores de hombres, MIR i Planta 25.
En cinema, ha treballat a les pel·lícules Gente de fiesta (2012), Flores de otro mundo (1999), Créeme, estoy muerto (1998), Omnívoros (2013) i REC 4 (2014).
Al març de 2018 s'anuncia que s'incorpora als enregistraments del serial diari Servir y proteger amb un personatge de llarg recorregut.

## Filmografia

### Cine
- Cobayas: Human Test com Leonard (2014)
- REC 4 com Guzmán (2014)
- Secuestro com ¿? (2016)

### Sèries de televisió
- 1997: Médico de familia (Telecinco), personatge episòdic.
- 1998: Periodistas (Telecinco), personatge episòdic.
- 1999: A las once en casa (TVE), personatge episòdic.
- 2000-2001: Policías, en el corazón de la calle (Antena 3), personatge episòdic.
- 2001:  El secreto (TVE), com Diego.
- 2002: Un paso adelante (Antena 3), personatge episòdic.
- 2002-2007: Hospital Central (Telecinco), com Mario Monforte/Alejandro.
- 2004: Aquí no hay quien viva (Antena 3), personatge episòdic.
- 2005: Fuera de control (TVE), com Juan Vidal.
- 2006: El comisario (Telecinco), personatge episòdic.
- 2007: Génesis, en la mente del asesino (Cuatro), com Pablo.
- 2008: Planta 25 (FORTA), com Roberto Valdemares.
- 2008: Cazadores de hombres (Antena 3), com Roberto Valdemares.
- 2008: MIR (Antena 3), personatge episòdic.
- 2008-2009: Chica busca chica (YouTube), com Jorge.
- 2009: Sin tetas no hay paraíso (Telecinco), com Penumbras.
- 2011: Hispania, la leyenda (Antena 3), personatge episòdic.
- 2012: La fuga (Telecinco), com a Jesús Guerrero.
- 2014: Crónica de castas (Canal Once) - a Mèxic -, com a Katu (un episodi).
- 2015: Águila Roja (TVE), personatge episòdic.
- 2016: La sonata del silencio (TVE), com a Reaño.
- 2017: Perdoname, Señor (Telecinco), com a Mustafá.
- 2017: El final del camino (TVE), com a Yusuf.
- 2017: El Ministerio del Tiempo (TVE), com a Gaspar de Entrerríos.
- 2017: Conquistadores: Adventum (Movistar+), com a Vasco Núñez de Balboa.
- 2018: Servir y proteger (TVE), com a Cayetano «Tano» Céspedes.
- 2019-2020: El embarcadero (Movistar+), com a Vicent.[4]
- 2020: Las chicas del cable (Netflix), com a General Salgado.
- 2020-present: Desaparecidos (Telecinco), com a Patiño.